# Sarah Blake Bateman
Sarah Blake Bateman (* 15. Juni 1990 in Orlando, Florida, Vereinigte Staaten) ist eine für Island startende Schwimmerin.
Bateman wuchs in Florida auf und studiert dort an der University of Florida. Durch ihre Mutter besitzt Sarah die isländische Staatsbürgerschaft. Die Schwimmerin gehörte zur isländischen Mannschaft bei den Olympischen Spielen 2008 in Peking. Sie startete über 100 m Rücken, wo sie im Vorlauf ausschied und Platz 41 erreichte.
Bei den Spielen 2012 in London erreichte Bateman Rang 32 über 100 m Schmetterling. Das Semifinale der schnellsten 16 über 50 m Freistil verpasste sie nach einem Ausscheidungsschwimmen mit zwei zeitgleichen Konkurrentinnen. Zudem schwamm sie in der isländischen 4 × 100-m-Lagenstaffel, welche Platz 15 belegte.